# 高田屋嘉兵衛

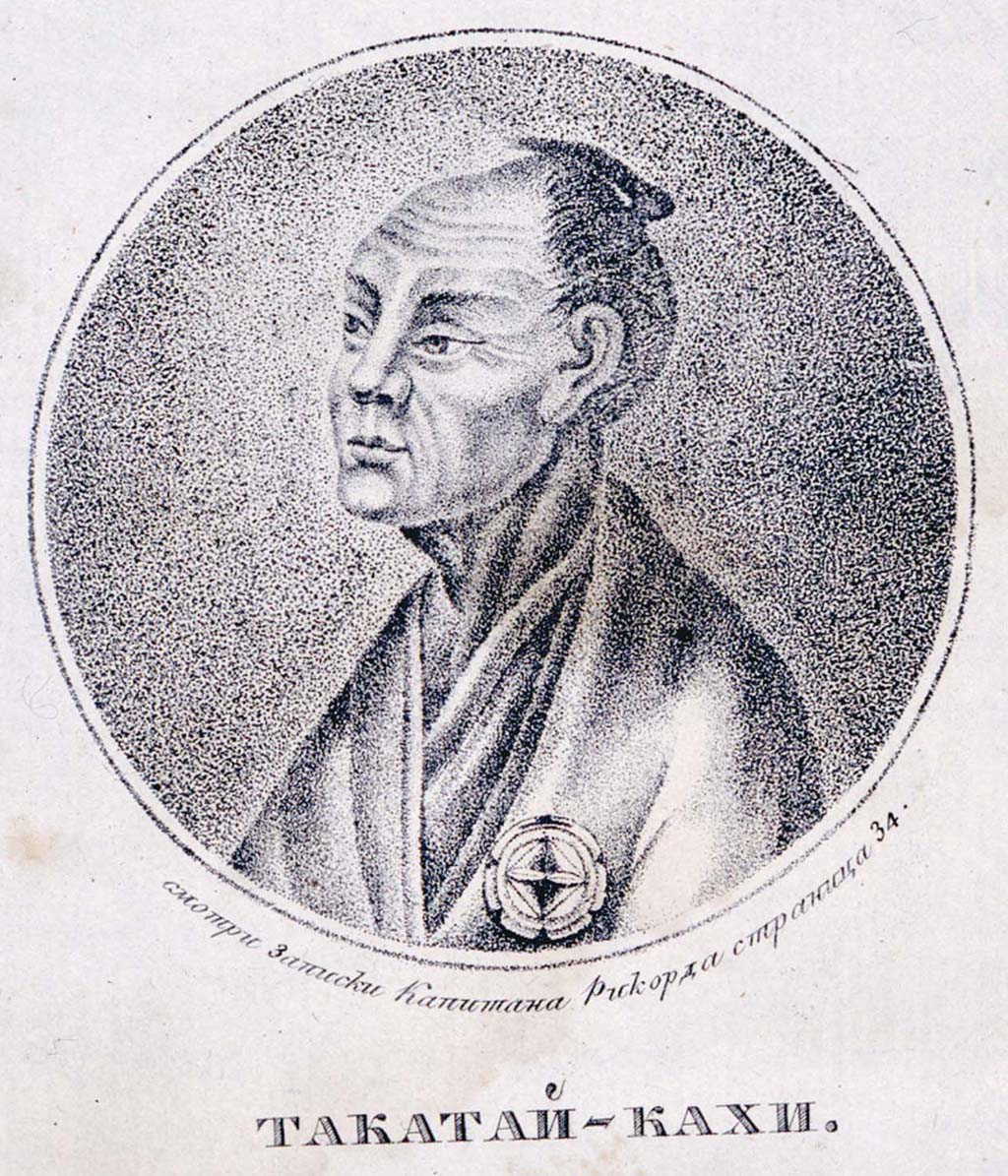
リコルド著『対日折衝記』に描かれた高田屋嘉兵衛。

高田屋 嘉兵衛（たかたや かへえ、明和6年1月1日〈1769年2月7日〉- 文政10年4月5日〈1827年4月30日〉）は、江戸時代後期の廻船業者・海商。幼名は菊弥。淡路島出身。兵庫津に出て船乗りになり、後に廻船商人として蝦夷地・箱館（函館）に進出した。国後島・択捉島間の航路を開拓、漁場運営と廻船業で巨額の財を築き、箱館の発展に貢献する。ゴローニン事件でカムチャツカに連行されるが、日露交渉の間に立ち、事件解決へ導いた。

## 生涯

### 誕生から辰悦丸の入手まで
淡路国津名郡都志本村（現在の兵庫県洲本市五色町都志）の百姓・弥吉の長男として生まれた。寛政2年（1790年）、嘉兵衛が22歳の時に郷土を離れ、叔父の堺屋喜兵衛を頼って兵庫津に出てきた。堺屋は兵庫と因幡や伯耆を結ぶ廻船問屋を営んでおり、既に弟の嘉蔵が奉公に出ていた。
淡路で瓦船などに乗った経験のあった嘉兵衛はすぐに頭角を現し、船の進路を指揮する表仕（航海長）、沖船頭（雇われ船頭）と昇格した。寛政4年（1792年）に所帯を持ち、兵庫西出町に居を構えた。しかし、その後すぐに船を下りて2年ほど熊野灘でのカツオ漁に従事しており、これは北前船を入手するための資金集めが目的だったと考えられている。
寛政7年（1795年）に、兵庫の和泉屋伊兵衛のもとで再び沖船頭として働くようになり、その翌年には、当時としては最大級となる千五百石積み（230トンほど）の「辰悦丸」を手に入れたとされる。辰悦丸は、嘉兵衛が出羽国酒田（現在の山形県酒田市）で新造したとされるが、若い嘉兵衛がどのようにして建造費を捻出したかが謎とされ、中古船を入手したという説があるほか、島根県浜田市に残された客船帳の入港記録（寛政10年正月4日入津）に和泉屋の屋号が記されていることから、嘉兵衛が兵庫の北風家の助けを得て和泉屋と共同出資したという説もある。

### 蝦夷地への進出

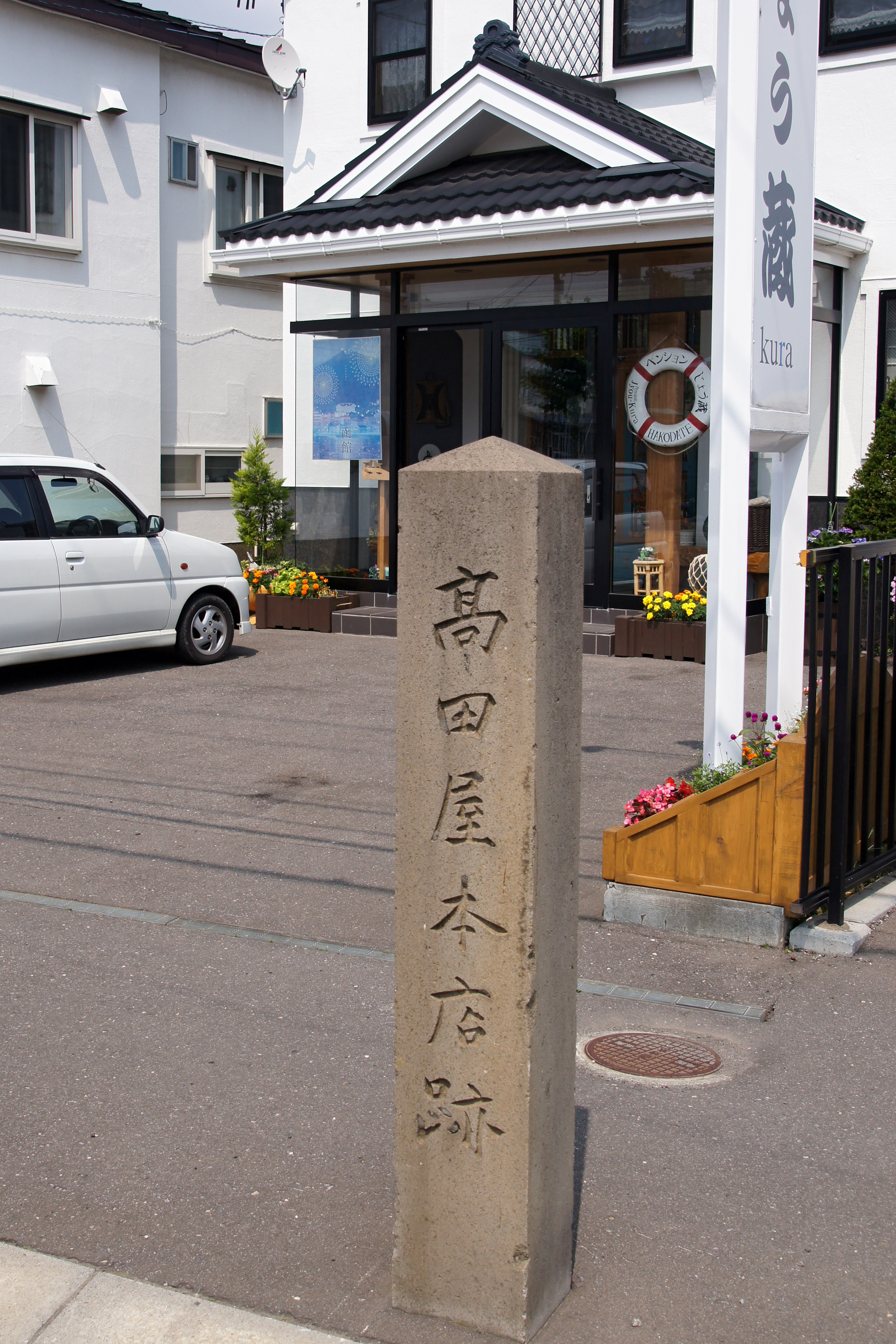
高田屋本店跡（函館市大町）

辰悦丸を入手した翌年の寛政9年（1796年）には、嘉兵衛は兄弟と力を合わせ、初めて蝦夷地まで商売の手を広げた。当時、蝦夷地を支配していたのは松前藩で、その城下にあたる松前では近江商人などが利権を確保しており、新参者が参入する余地はなかったようである。そこで嘉兵衛は、当時松前の三湊といわれた松前、江差、箱館の中でも、まだほとんど開発されていなかった箱館を拠点とし、寛政10年（1798年）に弟の金兵衛を箱館の支配人とした。
嘉兵衛は兵庫津で酒、塩、木綿などを仕入れて酒田に運び、酒田で米を購入して箱館に運んで売り、箱館では魚、昆布、魚肥を仕入れて上方で売るという商売を行った。寛政11年（1799年）から12年（1800年）の間には辰悦丸を自己の持船とし、兵庫の西出町に「諸国物産運漕高田屋嘉兵衛」の看板を掲げ本店を置き独立している。
寛政11年（1799年）、嘉兵衛が厚岸に滞在中、択捉島開拓の任に就いていた近藤重蔵に依頼され、国後島と択捉島間の航路を開拓した。翌年の寛政12年（1800年）に嘉兵衛は、兵庫や大坂で大工らを雇い入れるとともに、米、塩、鍋や釜などの物資を調達し、辰悦丸と4艘の船で択捉島に渡った。択捉島では17か所の漁場を開き、アイヌに漁法を教えている。
享和元年（1801年）、択捉航路の発見・択捉島開拓の功により、33歳の嘉兵衛は幕府から「蝦夷地定雇船頭」を任じられ、苗字帯刀を許される。文化3年（1806年）には大坂町奉行から蝦夷地産物売捌方を命じられ、嘉兵衛は漁場を次々開拓、蝦夷地経営で「高田屋」の財は上昇した。
文化6年の大火で箱館市街の半分が焼失した時、高田屋は被災者の救済活動と復興事業を率先して行なった。市内の井戸掘や道路の改修、開墾・植林等も自己資金で行なうなど、箱館の基盤整備事業を実施した。文化7年（1807年）には箱館港内を埋め立て造船所を建設、兵庫から腕利きの船大工を多数呼び寄せ、官船（似関船等）はじめ多くの船を建造した。

### ゴローニン事件

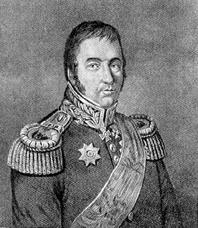
ゴローニン

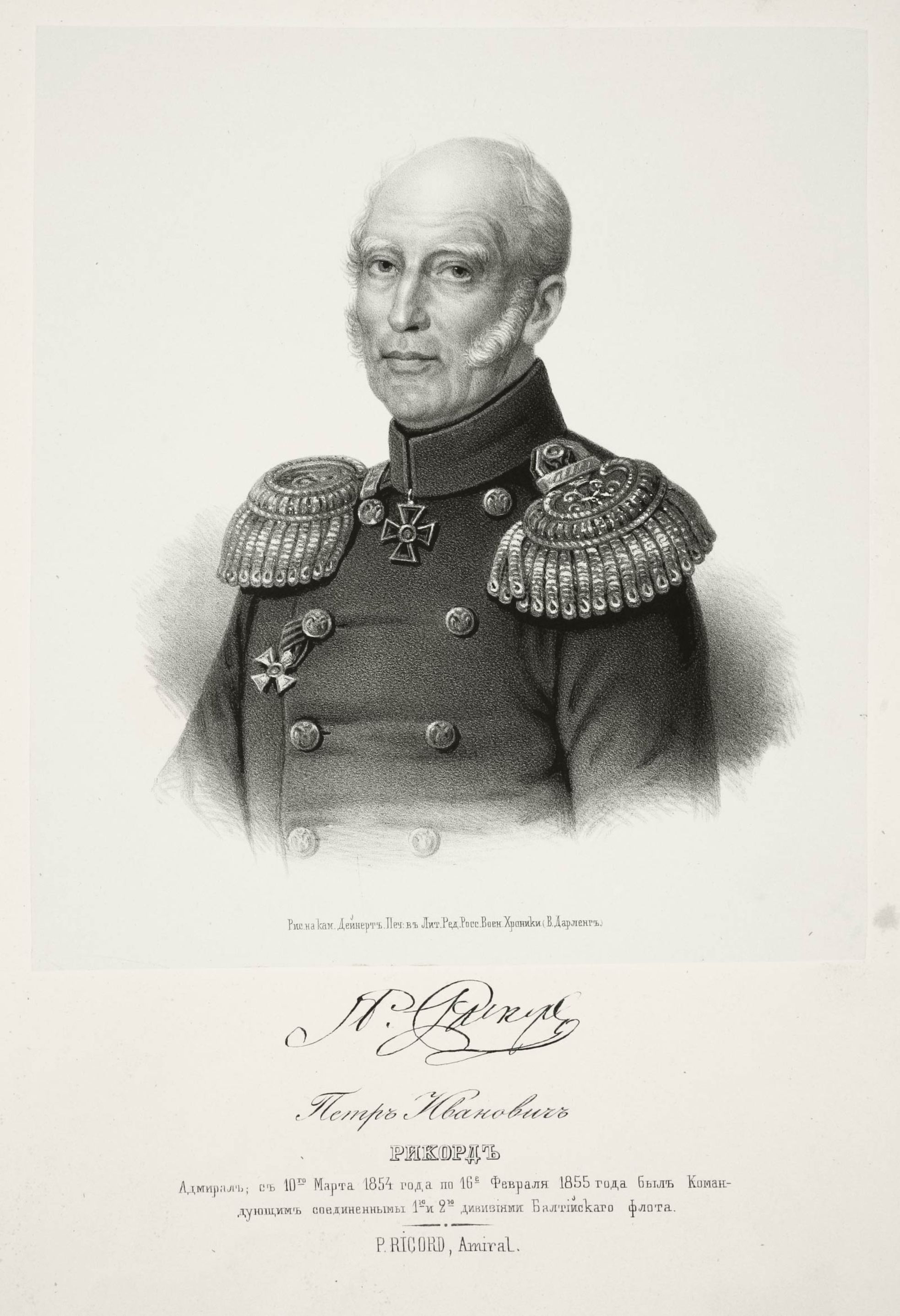
老年のリコルド

#### 嘉兵衛拿捕までの経緯
ニコライ・フヴォストフによる文化露寇の後、日本の対ロシア感情は極めて悪化していた。そうした中、文化8年（1811年）5月、軍艦ディアナ号で千島列島の測量を行っていたヴァーシリー・ゴローニンは国後島の泊に入港した際、厳戒態勢にあった国後陣屋の役人に捕えられ、松前で幽囚の身となった。ディアナ号副艦長のピョートル・リコルドは一旦オホーツクに戻り、ゴローニン救出の交渉材料とするため、文化露寇で捕虜となりシベリアに送られていた良左衛門や文化7年（1810年）にカムチャツカ半島に漂着した摂津国の歓喜丸の漂流民を伴ない、国後島に向かった。
国後島に着いたリコルドは漂流民を陸へ送り、日本側からゴローニンの消息を知ろうとした。松前奉行調役の奈佐瀬左衛門は良左衛門を介してゴローニンは死んだと伝えたが、リコルドはそれを信じず、文書で証明するようにと良左衛門を陸へ送り返したが、
良左衛門は戻らなかった。リコルドは国後島沖に留まり、日本船を拿捕して更なる情報を入手しようと待ち受けた。そこに通りかかったのが嘉兵衛の船である。

#### カムチャツカへ連行
嘉兵衛は観世丸に乗り、干魚を積んで択捉島から箱館に向かう途中、公文書を届けるため泊に寄港しようとしていたが、文化9年8月13日（1812年9月18日）朝、国後島ケラムイ岬の沖合でディアナ号に拿捕された。嘉兵衛は、リコルドにゴローニンが生きていることと、カムチャツカに行く用意があることを伝えた。そして、弟の嘉蔵・金兵衛に事件解決のため「掛合〔交渉〕も致し候」と手紙を書き送り、食料と衣服をディアナ号に積み替え、水主の金蔵・平蔵・吉蔵・文治・アイヌのシトカとともに、カムチャツカ半島のペトロパブロフスク・カムチャツキーに連行された。
ペトロパブロフスクで、嘉兵衛たちは役所を改造した宿舎でリコルドと同居した。そこで少年・オリカと仲良くなり、ロシア語を学んだ。12月8日（和暦）、嘉兵衛は寝ているリコルドを揺り起こし、事件解決の方策を話し合いたいと声をかけた。嘉兵衛はゴローニンが捕縛されたのは、フヴォストフが暴虐の限りを尽くしたからで、日本政府へ蛮行事件の謝罪の文書を提出すれば、きっとゴローニンたちは釈放されるだろうと説得した。翌年2、3月に、文治・吉蔵・シトカが病死。嘉兵衛はキリスト教の葬式を行うというロシア側の申出を断り、自ら仏教、アイヌそれぞれの様式で3人の葬式を行った。その後、みずからの健康を不安に感じた嘉兵衛は情緒が不安定になり、リコルドに早く日本へ行くように迫った。リコルドはこのときカムチャツカの長官に任命されていたが、嘉兵衛の提言に従い、みずからの官職をもってカムチャツカ長官名義の謝罪文を書き上げ、自ら日露交渉に赴くこととした。

#### 日本への帰還
幕府は、嘉兵衛の拿捕後、これ以上ロシアとの紛争が拡大しないよう方針転換し、ロシアがフヴォストフの襲撃は皇帝の命令に基づくものではないことを公的に証明すればゴローニンを釈放することとした。これをロシア側へ伝える説諭書「魯西亜船江相渡候諭書」を作成し、ゴローニンに翻訳させた。この幕府の事件解決方針は、まさに嘉兵衛の予想と合致するものだった。
1813年（文化10年）5月、嘉兵衛とリコルドらは、ディアナ号でペトロパブロフスクを出港、国後島に向かった。5月26日に泊に着くと、嘉兵衛は、まず金蔵と平蔵を国後陣屋に送った。次いで嘉兵衛が陣屋に赴き、それまでの経緯を説明し、交渉の切っ掛けを作った。嘉兵衛はディアナ号に戻り、上述の「魯西亜船江相渡候諭書」をリコルドに手渡した。
リコルドが嘉兵衛を介して日本側に提出した謝罪文は、リコルドが嘉兵衛を捕らえた当人であったという理由から幕府が採用するところとならず、リコルドは他のロシア政府高官による公式の釈明書を提出するよう求められた。
日本側の要求を承諾したリコルドは、6月24日、釈明書を取りにオホーツクへ向け国後島を出発。一方、高橋と嘉兵衛らは6月29日に国後島を出発、7月19日に松前に着いた高橋は松前奉行・服部貞勝に交渉内容を報告。そして8月13日にゴローニンらは牢から出され、引渡地である箱館へ移送された。

#### 事件の解決
リコルドは、オホーツクでイルクーツク民生長官とオホーツク港務長官による松前奉行宛の書簡を受け取ると日本に向かい、9月8日、エトモ（現・室蘭）に到着。箱館で待機していた嘉兵衛はディアナ号を途中で出迎え、9月17日に箱館に入港した。その後、嘉兵衛は日露間を往復し、会談の段取りを整えた。9月21日、リコルドと高橋三平、柑本兵五郎が会談、リコルドは両長官の書簡を日本側に提出した。松前奉行はロシア側の釈明を受け入れ、9月26日にゴローニンを釈放。9月29日、嘉兵衛たちが見送る中、ディアナ号が箱館を出港し、ゴローニン事件が終結した。
嘉兵衛は外国帰りのため、しばらく罪人扱いされた。松前から箱館に戻った9月15日から称名寺に収容され監視を受けることとなり、ディアナ号の箱館出港後も解放されなかったが、体調不良のため自宅療養を願い出て、10月1日からは自宅で謹慎した。そして翌年3月、松前奉行所に呼び出され、出国したのはロシア船に拿捕されたためであり、帰国したことから無罪となった。そして5月にはゴローニン事件解決の褒美として、幕府から金5両を下賜された。

### 晩年
文化11年（1814年）、兵庫の本店に戻る。9月に大坂町奉行所から呼び出され、宗門関係の調べを受けたほか、町奉行から日露交渉について尋ねられる。11月には大坂城代・大久保忠真に召し出されて、ゴローニン事件について質問される。
文政元年（1818年）秋、養生のため淡路島に帰る。文政5年（1822年）には妻・ふさの養生の場として、大坂・野田に別荘を建てて、しばらく逗留する。文政7年（1824年）に隠居。淡路島に帰った後も、灌漑用水工事を行ったり、都志港・塩尾港の整備に寄付をするなど地元のために財を投じている。
文政9年（1826年）、徳島藩主・蜂須賀治昭は嘉兵衛の功績を賞し、小高取格（300石取りの藩士並）待遇とした。翌文政10年（1827年）早春、御礼のため徳島に行き、藩主に拝謁している。同年、背中にできた腫物が悪化、4月に59歳で死去。戒名は「高譽院至徳功阿唐貫居士」。なお、大正6年（1917年）、高田屋一族の菩提寺である函館・称名寺の住職から戒名を追贈され、「高譽院殿至徳功阿唐貫大居士」となる。
明治に入り北方開拓の功績を讃えられ、明治44年（1911年）に正五位を追贈、昭和13年（1938年）には開拓神社の祭神となった。

### その後の高田屋
高田屋は弟・金兵衛が跡を継ぎ、文政4年（1821年）に蝦夷地が松前藩に返された後、松前藩の御用商人となり、文政7年には箱館に本店を移した。しかし、嘉兵衛の死から6年後の天保4年（1833年）に、幕府からロシアとの密貿易の疑いをかけられる。評定所での審問の結果、密貿易の嫌疑は晴れたものの、ゴローニン事件のときに嘉兵衛がロシア側と取り決めた「旗合わせ」（高田屋の船がロシア船と遭遇した際、高田屋の船を襲撃することを避けるため、高田屋が店印の小旗を出し、それに対しロシア船が赤旗を出し、相手を確認するもの）を隠していたことを咎められ、闕所および所払いの処分となり、高田屋は没落した。

## 高田屋嘉兵衛ゆかりの場所

### 函館市

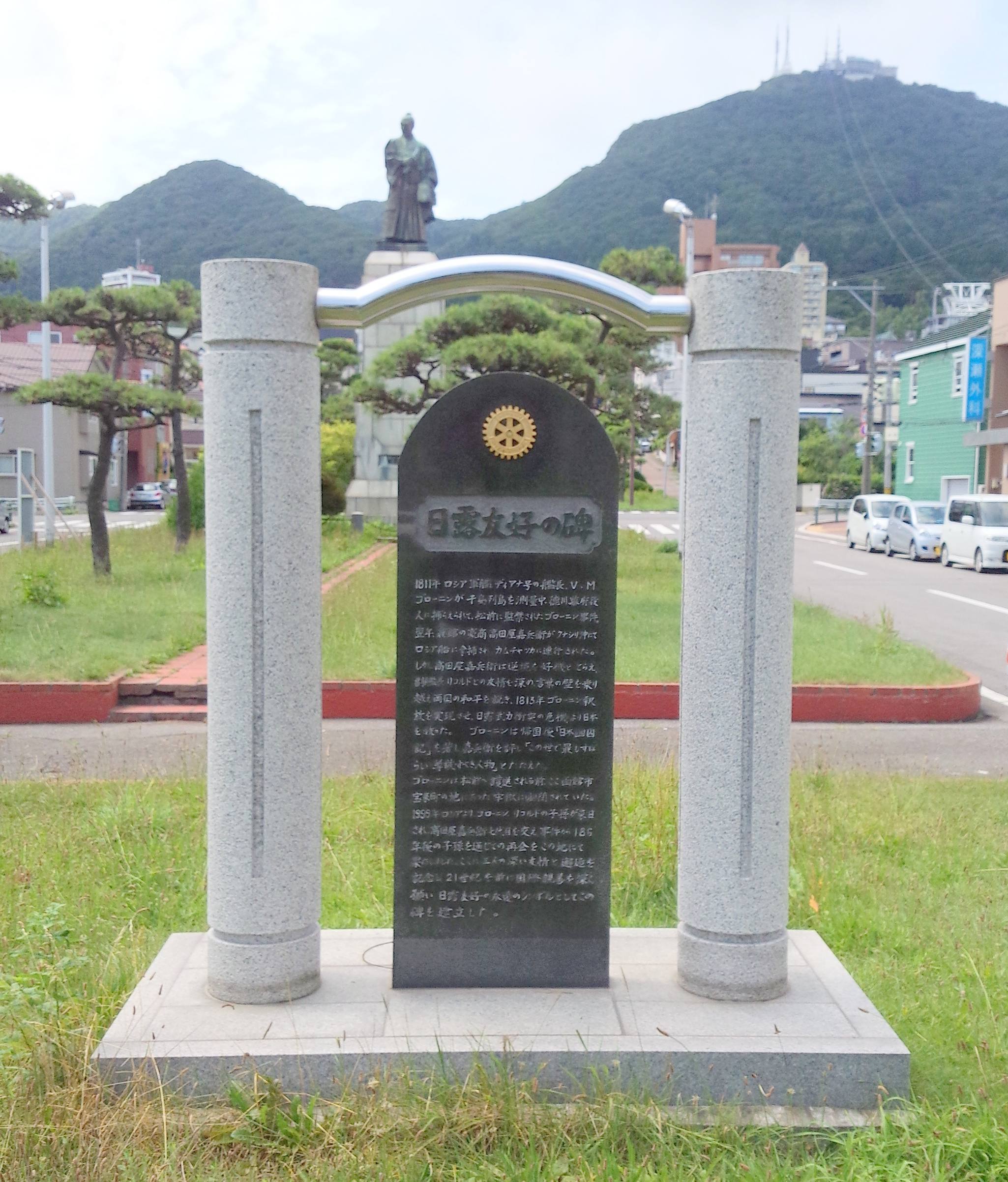
日露友好の碑

- 高田屋嘉兵衛像

函館山の麓、高田屋屋敷跡を通る高田屋通（護国神社坂）のグリーンベルトにある。梁川剛一作。銅像の高さは3m、台座が7.5m。昭和33年（1958年）、箱館開港100周年を記念して建てられた。傍には、平成12年（2000年）に建てられた「日露友好の碑」がある。
- 箱館高田屋嘉兵衛資料館

地元企業が運営。明治・大正時代に建てられた海産物倉庫を改修。嘉兵衛の関連資料が展示されている。
- 実行寺

- 日露友好の碑

### その他北海道内
- 金刀比羅神社 (根室市)

文化3年、嘉兵衛が創建。昭和61年（1986年）に創建180年を記念して、嘉兵衛の銅像が建てられた。
- 高田屋嘉兵衛翁之碑（新ひだか町）[35]

### 淡路島

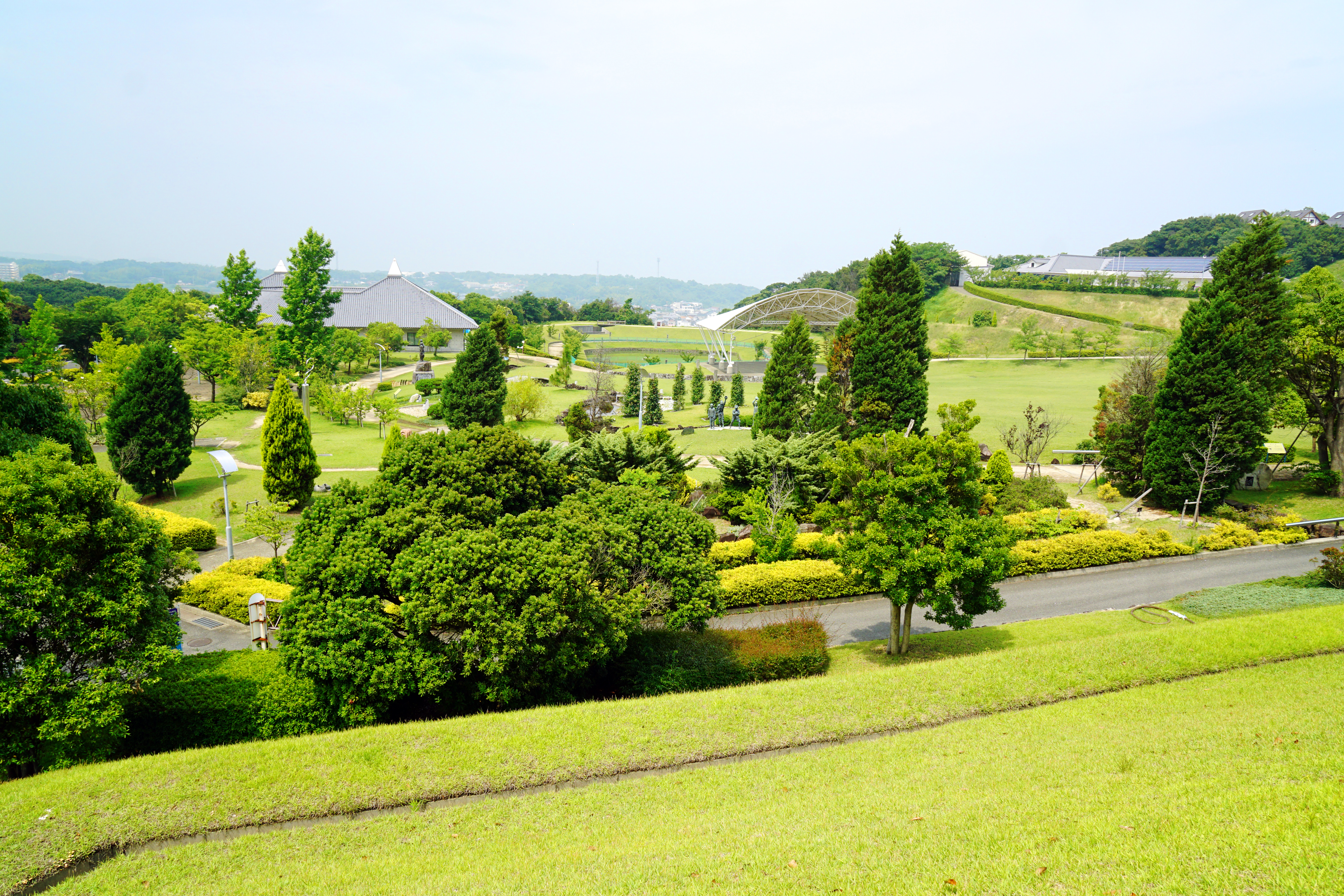
ウェルネスパーク五色・高田屋嘉兵衛公園
日露友好の像（洲本市のウェルネスパーク五色・高田屋嘉兵衛公園）。。

高田屋嘉兵衛の墓、高田屋顕彰館・歴史文化資料館（菜の花ホール）がある。
- 淡路ワールドパークONOKORO

昭和61年に復元された「辰悦丸」が展示されている。
- ウェルネスパーク五色・高田屋嘉兵衛公園
- 日露友好の像（洲本市のウェルネスパーク五色・高田屋嘉兵衛公園）。[36]。

### ロシア
- カヘイ峰

2006年、ゴローニンとリコルドの子孫がロシア地理学会とサンクトペテルブルクの貴族会を通じて、カムチャツカ州政府に提案したことを受け、ナリチェヴォ自然公園内にある名前が付いていなかった3つの山に、それぞれ、「ゴロヴニン山」（1333m）、「リコルド山」（1205m）、「カヘイ峰」（Скала Кахей）（1054m）と名づけられた。カヘイ峰は北緯53度34分50秒・東経158度45分23秒に位置する。
- ペトロパブロフスクカムチャツキーにおける高田屋嘉兵衛とピョートル・リコルド像

1999年に高田屋嘉兵衛翁生誕２３０周年の記念事業として来日したリコルド子孫が、ディアナ号の出航地であるクロンシュタット区長から嘉兵衛の故郷である兵庫県洲本市五色町長へ宛てた親書を携えてきた。それが契機となって、2001年に両市の間で姉妹都市が締結された。2002年に五色町からク市へ高田屋顕彰館にある同像のレプリカが寄贈された。

## 高田屋嘉兵衛を描いた作品
小説
- 司馬遼太郎 『菜の花の沖』

テレビドラマ
- NHKテレビドラマ 『菜の花の沖』　2000年（上記同名小説のドラマ化、嘉兵衛演：竹中直人）

漫画
- クニ・トシロウ 『北海を翔けた男－まんが・高田屋嘉兵衛ものがたり－』
- みなもと太郎 『風雲児たち』
- 矢口高雄 『釣りキチ三平 平成版 「三平inカムチャッカ（カヒの秘密編）（リコルド編）（ウラー、タイショウ編）」』

文部省検定唱歌
- 『高田屋嘉兵衛』[38][39]

歌謡曲
- 長編歌謡浪曲 千島を守った男 高田屋嘉兵衛 （三波春夫）
- 『高田屋嘉兵衛まつり音頭』